# Clavulina cinerea
Clavulina cinerea es una especie de hongo de coral de la familia Clavulinaceae. Este hongo de color grisáceo es comestible y tiene una altura de entre 2 y 10 cm; se puede encontrar entre julio y octubre en el noreste de América del Norte.